# 傑卡隆多納湖

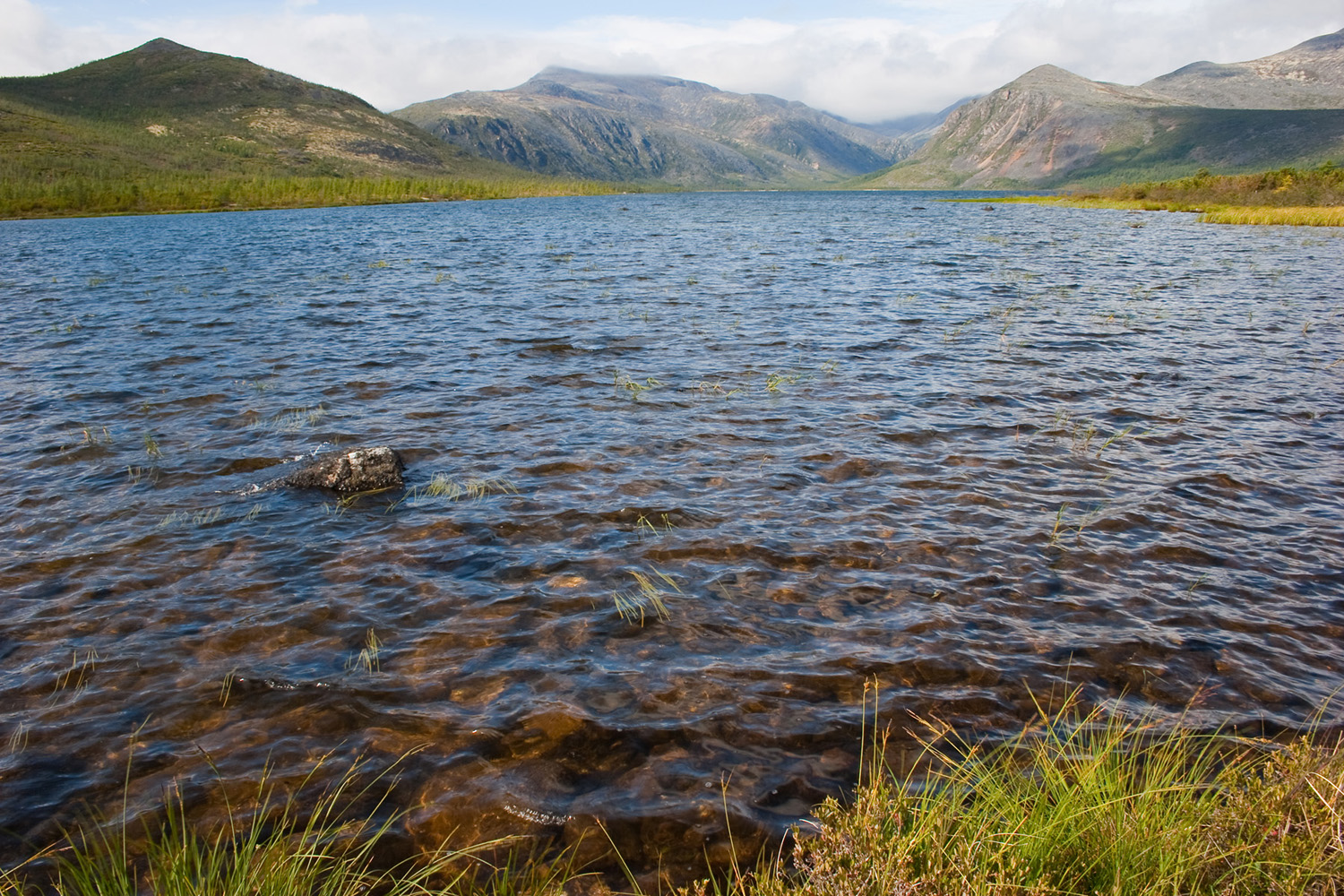

62°04′49″N 149°31′43″E / 62.0803°N 149.5286°E
傑卡隆多納湖（俄语：Озеро Джека Лондона），是俄羅斯的湖泊，位於該國東北部，由馬加丹州負責管轄，長10公里、寬2公里，面積14.4平方公里，海拔高度803米，集水區面積221平方公里，最大水深50米。